# Atelier Sawano
Atelier Sawano is een Japans platenlabel, waarop jazz uitkomt. Het werd in 1998 in Osaka opgericht door de gebroeders Yoshiaki en Minoru Sawano, jazzliefhebbers en eigenaren van een schoenenzaak.
Op het label zijn platen uitgekomen van Roger Guérin met Benny Golson, Bobby Jaspar, Sahib Shihab, Tubby Hayes, Zoot Sims, Dizzy Reece, Mal Waldron, Marc Copland, Anthony Cox, Robert Lakatos, Georges Arvanitas, Giovanni Mirabassi, Michel Graillier met Riccardo Del Fra, Édouard Ferlet, Barney Wilen met Philippe Petit, Wolfgang Dauner, Wilton Gaynair, Wolfgang Haffner, Joe Chindamo, Jos van Beest  (o.m. met Mariëlle Koeman), Rob Madna en Rob van Bavel.